# 術中覚醒

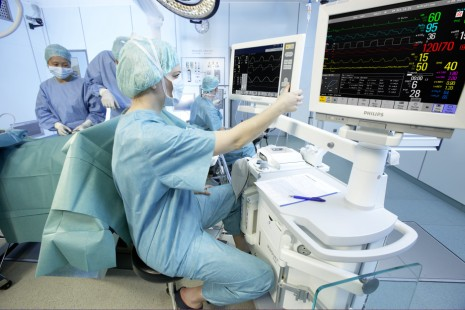
術中覚醒などの合併症を防ぐために用いられる、麻酔中のモニター。

術中覚醒（じゅつちゅうかくせい、英: intraoperative awareness）は、全身麻酔中のまれな合併症であり、手術中に患者の意識がさまざまなレベルにまで戻ってしまうことを指す。他に麻酔中覚醒（awareness under anesthesia）または全身麻酔中の偶発的覚醒（accidental awareness during general anesthesia：AAGA）とも呼ばれる。長期的な記憶として残らない術中覚醒も起こりうるが、被害者が手術に関連した出来事を覚えている（明示的想起を伴う術中覚醒）こともある。これは術中覚醒記憶とも呼ばれる。麻酔・集中治療領域における「意識」の問題は、かつては覚醒遅延、すなわち麻酔や鎮静から中々覚めないことであったが、麻酔薬の改良やモニタリングの進歩などに伴い、覚醒遅延の問題が減少すると共に逆に新たに問題となり始めた合併症である。
術中覚醒記憶は、壊滅的な心理的影響をもたらす可能性のあるまれな病態である。手術中に目が覚めてしまうことはないか？というのは、患者が良く口にする不安の1つである。メディアではよく知られるようになったが、調査によると、発生率は0.1～0.2％にすぎない。患者は、漠然とした夢のような状態から、完全に覚醒し、固定され、手術による痛みを伴う状態まで、さまざまな経験を報告する。術中覚醒は通常、患者が必要とする量に対して麻酔薬が不十分であったために起こる。危険因子としては、麻酔薬（例：神経筋遮断薬の使用、全静脈麻酔、技術的/機械的エラー）、手術（例：心臓手術、外傷/緊急手術、帝王切開）、または患者に関連したもの（例：心血管系予備能の低下、薬物乱用歴、術中覚醒既往）がある。
現在のところ、麻酔下の意識と記憶のメカニズムは、多くの仮説があるものの、不明である。しかし、バイスペクトラルインデックス（BIS）や呼気終末麻酔ガス濃度（end-tidal anesthetic concentration）による麻酔深度の術中モニタリングは、術中覚醒の発生を抑えるのに役立つ。また、高リスク患者に対しては、ベンゾジアゼピン系薬剤による前投薬、完全な筋弛緩状態の回避、患者の期待する鎮静度の調節など、多くの予防法が考えられている。診断は、術後に潜在的な覚醒エピソードについて患者に尋ねることによって行われ、修正Brice質問票を用いるのが有用である。術中覚醒記憶の一般的だが壊滅的な合併症は、手術中に経験した出来事から心的外傷後ストレス障害（PTSD）を発症することである。術中覚醒記憶後のPTSDの予防と治療には、迅速な診断とカウンセリングおよび精神科治療への紹介が重要である。

## 徴候と症状

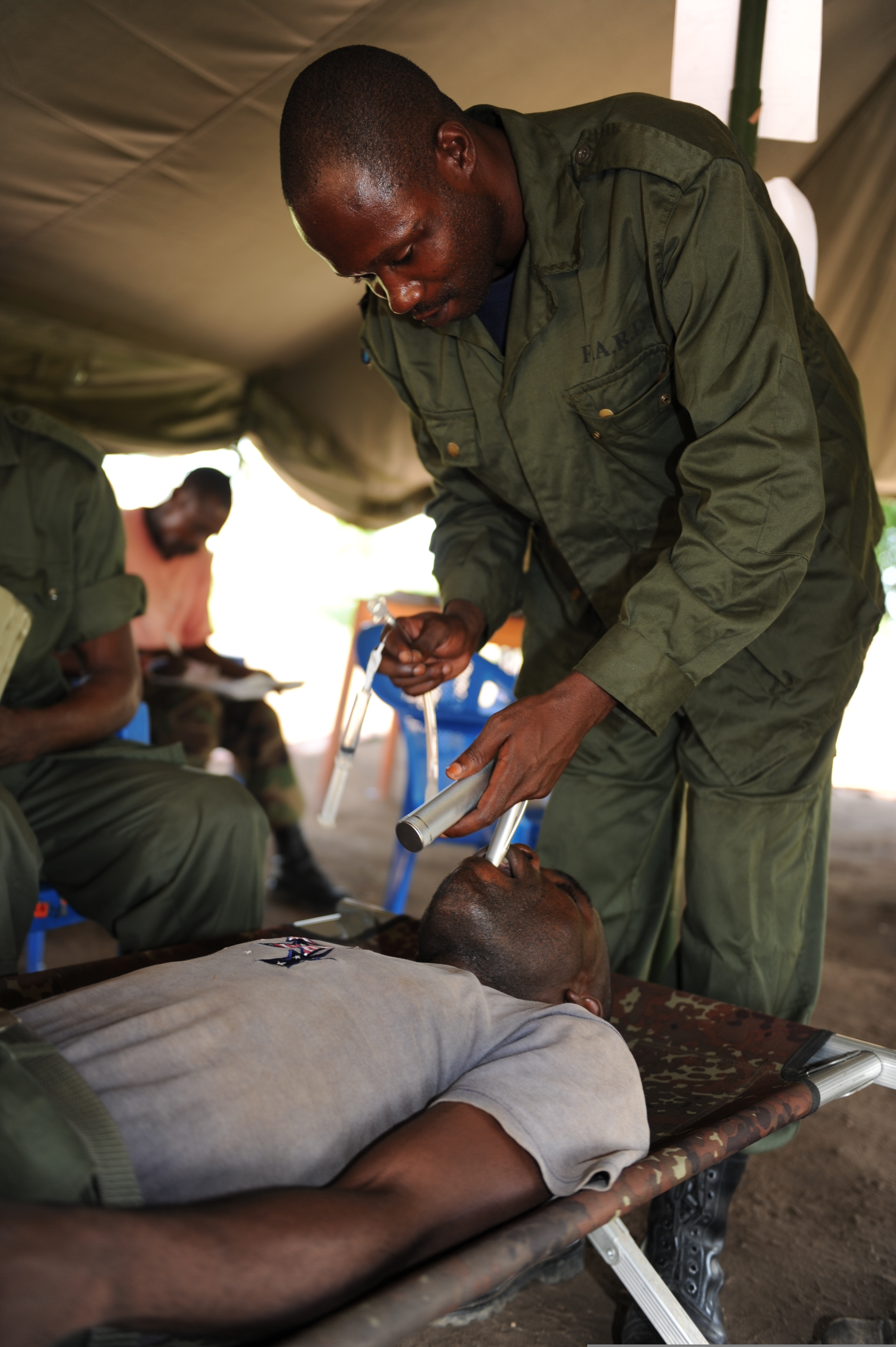
野戦病院で行われる気管挿管。苦痛が大きいため、通常は全身麻酔下で行われる。

術中覚醒はさまざまな徴候や症状を呈する。患者の大部分は漠然とした夢のような体験を報告するが、一方で以下のような術中特有の出来事を報告する患者もいる。
- 手術室での物音や会話が聞こえる
- 手術の詳細を思い出す
- 気管挿管や手術に伴う痛みを感じる
- 意識はあるが身体が動かない、いわゆる金縛り
- 不安感、無力感、切迫した破滅感を感じる

術中覚醒の可能性がある術中徴候には以下のものがある。
- 高血圧
- 頻脈
- 患者の体動（いわゆるバッキング）
- 頻呼吸[8]
- 点滴漏れ、または静脈ラインの閉塞[8]

全身麻酔の一環として筋弛緩剤の一種である神経筋遮断薬が投与された場合、麻酔中の患者は麻痺状態に陥る。意識消失を伴わずに単に麻痺している場合、神経筋遮断薬が切れるまで、患者は苦痛を伝えたり、手術室のスタッフに意識があることを知らせたりすることができない。つまり、医療従事者が、手術後、術中覚醒の症状に気づくのが遅れることがある。あるレビューによると、手術直後に術中覚醒を報告できた患者は全体の約35％にすぎず、残りの患者は数週間から数ヵ月後までその体験を覚えている。術中覚醒の体験の程度によるが、患者は術後に軽度の不安から心的外傷後ストレス障害（PTSD）までさまざまな心理的問題を抱える可能性がある。PTSDは、再発性の不安、いらいら、フラッシュバックや悪夢、トラウマに関連した誘因の回避、睡眠障害などを特徴とする。

## 原因

全身麻酔で頻用される筋弛緩薬、ロクロニウムの構造式

### 筋弛緩薬の使用
最大の危険因子は、スキサメトニウムや非脱分極性神経筋遮断薬（筋弛緩薬）などの運動麻痺を誘発する薬剤の使用である。全身麻酔では、気管挿管や術野の展開を容易にするために、患者の筋肉を麻痺させることがある（腹部や胸部の手術は、十分な筋弛緩がなければ行えない）。この間、患者は自分で呼吸できないため、機械換気を行わなければならない。麻痺剤によって意識がなくなったり、痛みを感じなくなったりすることはないが、呼吸ができなくなるため、気道（気管）を保護し、肺を換気して血液の酸素化と二酸化炭素の除去を十分に行わなければならない。
完全に麻痺した患者は、動くことも、話すことも、まばたきをすることも、痛みに反応することもできない。神経筋遮断薬が使用された場合、骨格筋の麻痺は起こるが、心筋や平滑筋、自律神経系の機能は阻害されないため、心拍数、血圧、腸の蠕動運動、発汗、流涙は影響を受けない。麻酔中に使用される他の薬剤がこれらを遮断または鈍麻させる可能性があるため、患者は苦痛のシグナルを発することができず、臨床医による注意深い観察（ビジランス）によって検出できると期待される術中覚醒の徴候を示さないことがある。
多くの種類の手術では、必ずしも患者を麻痺させる必要はない。麻酔はかかっているが麻痺はしていない患者でも、鎮痛が不十分であれば、痛みを伴う刺激に反応して動くことがある。これは、麻酔深度が不十分であるという警告サインとなる。全身麻酔下での身体の動きは、完全に意識があることを意味するものではないが、麻酔が浅いことを示すサインである。神経筋遮断薬を使用しなくても、動きがないからといって手術中の出来事を覚えていないとは限らない。

### 浅い麻酔
帝王切開のような特定の手術や、循環血液量減少（hypovolemia）の患者や心予備能の少ない患者の場合、麻酔科医は「軽い麻酔」を提供することを目標とすることがあり、患者に警告するために前もって患者と話し合う必要がある。このような状況では、麻酔の深さの判断が正確でないため、意識や記憶が戻ることがある。麻酔科医は、患者を安全で安定した状態に保つ必要性と、術中覚醒を防ぐ目的とを天秤にかけなければならない。時には、患者の生命を守るために、麻酔を軽くする必要があるのである。「軽い」麻酔とは、静脈内投与や吸入による薬剤の量を少なくすることで、心血管系の抑制（低血圧）は少なくなるが、麻酔を受けた患者の「意識」が出やすくなる。

### 麻酔科医の過誤

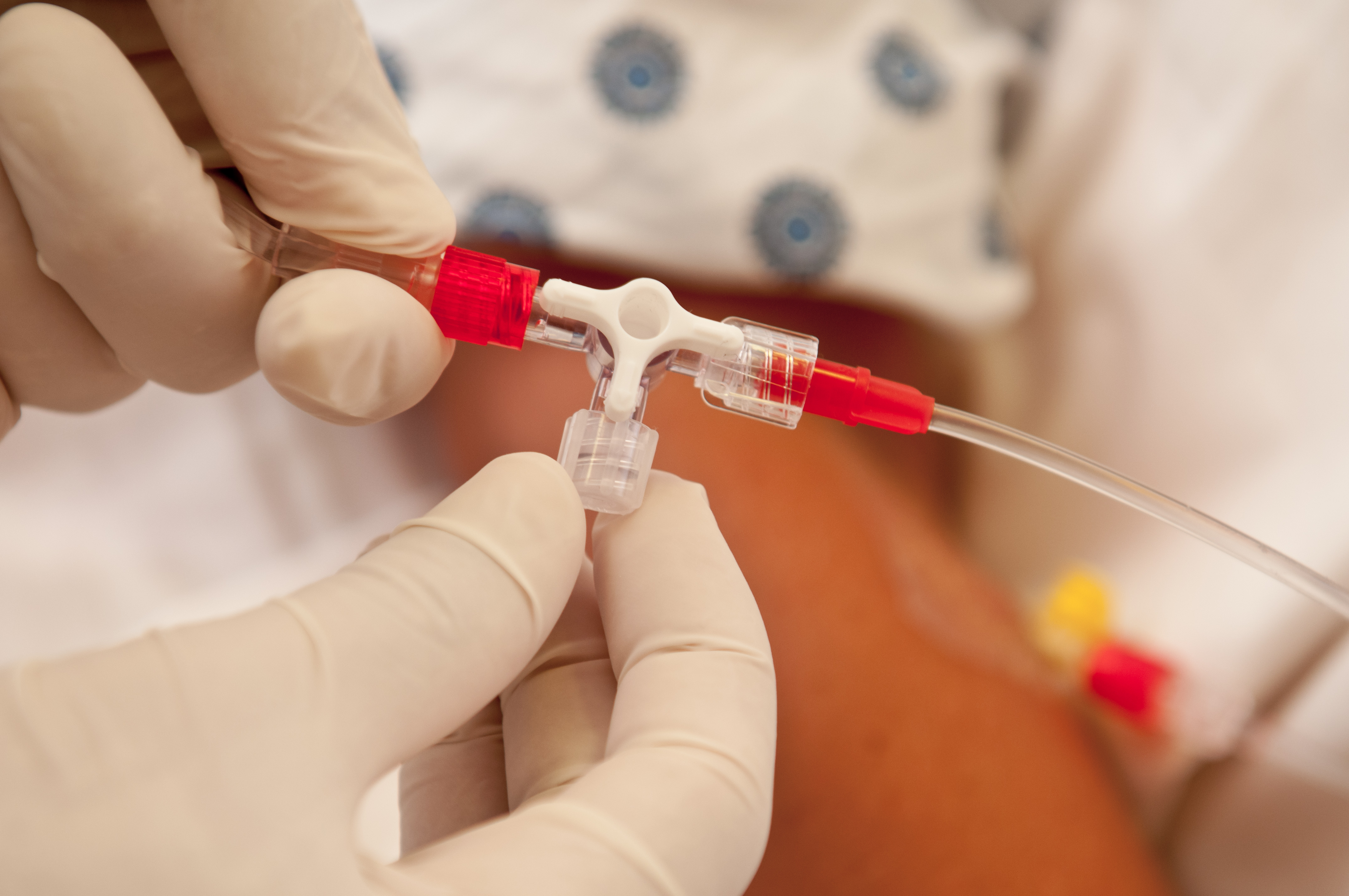
三方活栓。点滴の途中から薬剤を注入できる。逆方向に注入してしまうと麻酔薬は患者ではなく、点滴の上流の輸液に混入する。

ヒューマンエラーには、挿管を何度も試みること（この間、短時間作用型麻酔薬が切れても筋弛緩薬の効果だけは残る可能性がある）、食道挿管、薬剤投与量が不適切、誤った経路での薬剤投与や誤った薬剤投与、誤った順序での薬剤投与、不適切なモニタリング、患者の放置、人工呼吸器からの呼吸回路のはずれやねじれ、麻酔器の気化器への揮発性麻酔薬の補充忘れなどがある。その他の原因としては、全静脈麻酔法などの麻酔法への不慣れ、経験不足などがある。ほとんどの症例は、経験不足と麻酔手技の稚拙さによるもので、上記のどれかに当てはまるが、「通常の」診療の枠を逸脱した手技も含まれる。アメリカ麻酔科学会（American Society of Anesthesiologists: ASA）は2007年に、麻酔の専門家と病院がこれらのリスクを最小限に抑えるためにとるべきステップを概説した診療勧告を発表した。オーストラリア・ニュージーランド麻酔科協会（Australian and New Zealand College of Anaesthetists: ANZCA）など、他の学会もこのガイドラインの独自版を発表している。術中覚醒の可能性を減らすために、麻酔科医は十分な訓練を受け、訓練中も監督されなければならない。麻酔深度をモニターする機器、例えばバイスペクトラルインデックスモニターは、単独で使用すべきではない。
現在の研究からは、術中覚醒の発生は、上記のリスクに加えて、手術室の麻酔関連医療従事者による非効果的な実践の組み合わせによるものであるとされる。主な失敗は以下の通りである。
- 薬剤や揮発性薬剤に関する不注意や判断ミス
- コミュニケーション不足により、手術が終了する前に麻酔を切るのが早すぎた
- 揮発性薬剤の効果消失時間の理解不足
- 麻酔導入薬を三方活栓から患者と逆方向に注入した
- 気化器への充填忘れ（AAGA症例の19％の原因である）
- 挿管困難中の導入薬剤の投与量不足
- 最小肺胞濃度（minimum alveolar concentration: MAC、外科的切開に反応して患者の50％が動くのを防ぐのに必要な吸入麻酔薬の肺胞内濃度）のモニタリング忘れ
- シリンジの交換忘れ
- 組織的または個人的な事情による不注意（スタッフ不足やストレスの多い職場環境に関連することが多い）
- 他のスタッフによる注意散漫

### 機器の故障

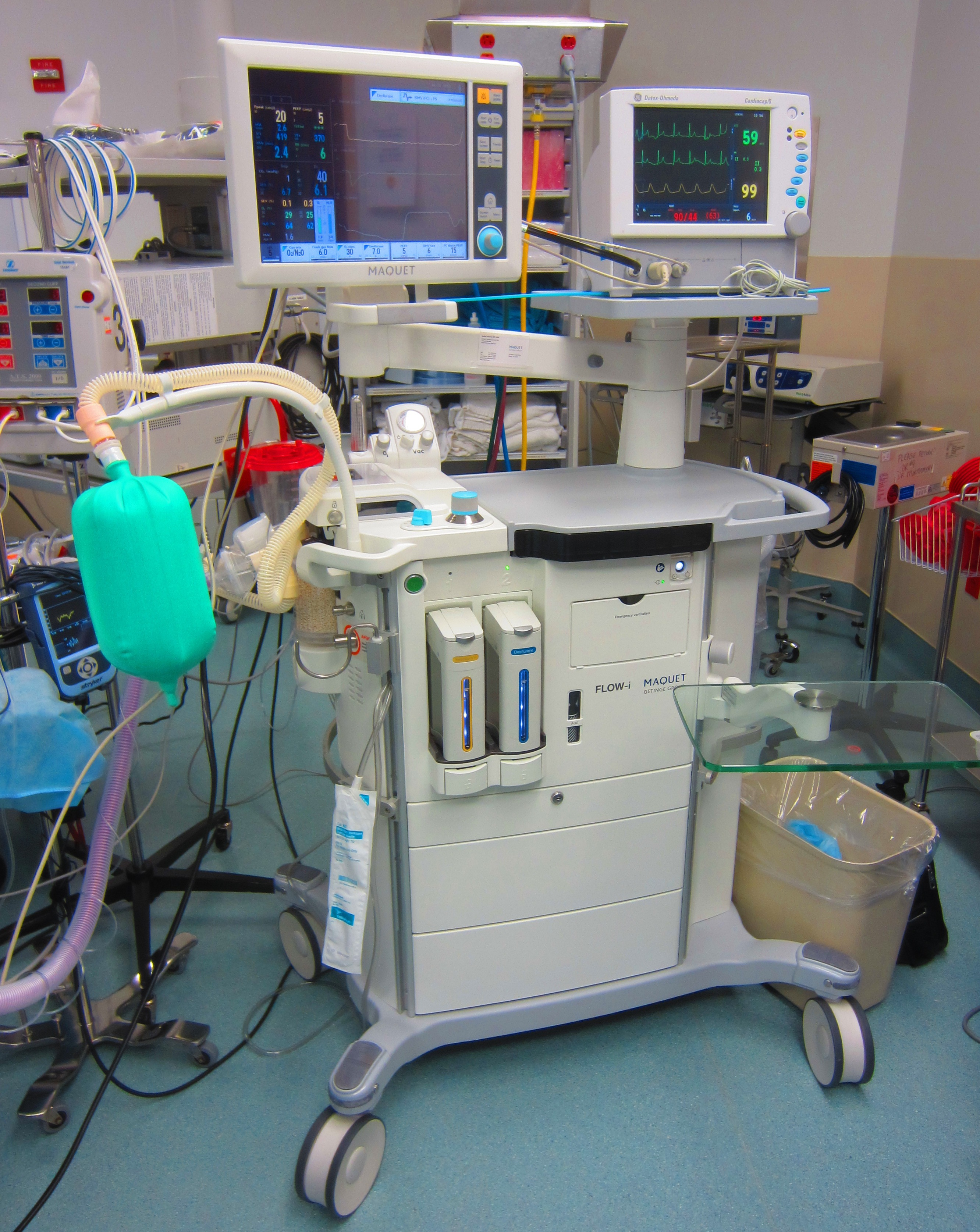
モニター一体型の麻酔器

機械の故障や誤用により、麻酔薬の患者への供給が不十分になることがある。病院にある多くの麻酔器は、亜酸化窒素カットオフの安全機能を有効にするために、酸素レギュレーターが亜酸化窒素レギュレーターの圧力のマスターとして機能している（つまり、酸素供給が停止すると亜酸化窒素供給も停止する）。レギュレーターやチューブの漏れが原因で亜酸化窒素の供給が悪化すると、「不十分な」麻酔混合ガスが患者に供給され、術中覚醒を引き起こす可能性がある。その緊急用酸素フラッシュバルブには、酸素を呼吸回路に放出する機能があり、麻酔科医が設定した麻酔混合ガスに加えられると、術中覚醒を引き起こす可能性がある。また、気化器（または亜酸化窒素ボンベ）が空であったり、輸液ポンプが故障していたり、点滴チューブが外れていたりする場合にも起こることがある。

### 患者側の要因
非常にまれな原因として、薬物耐性、または他の薬物との相互作用によって誘発される耐性がある。若齢、肥満、喫煙、特定の薬物（アルコール (薬物)、オピオイド、アンフェタミン）の長期使用などの要因によって、意識を消失させるのに必要な麻酔薬の量が増えることがある。また、患者の麻酔薬からの覚醒反応の速さには、遺伝的な違いや、男女差もあり得る。また、生まれつき髪が赤い人は、麻酔薬の必要量が多い。手術前の不安が強いと、想起を防ぐために必要な麻酔薬の量が増える可能性がある。小児は8-10倍、術中覚醒のリスクが高い。

## 処置時の鎮静・鎮痛

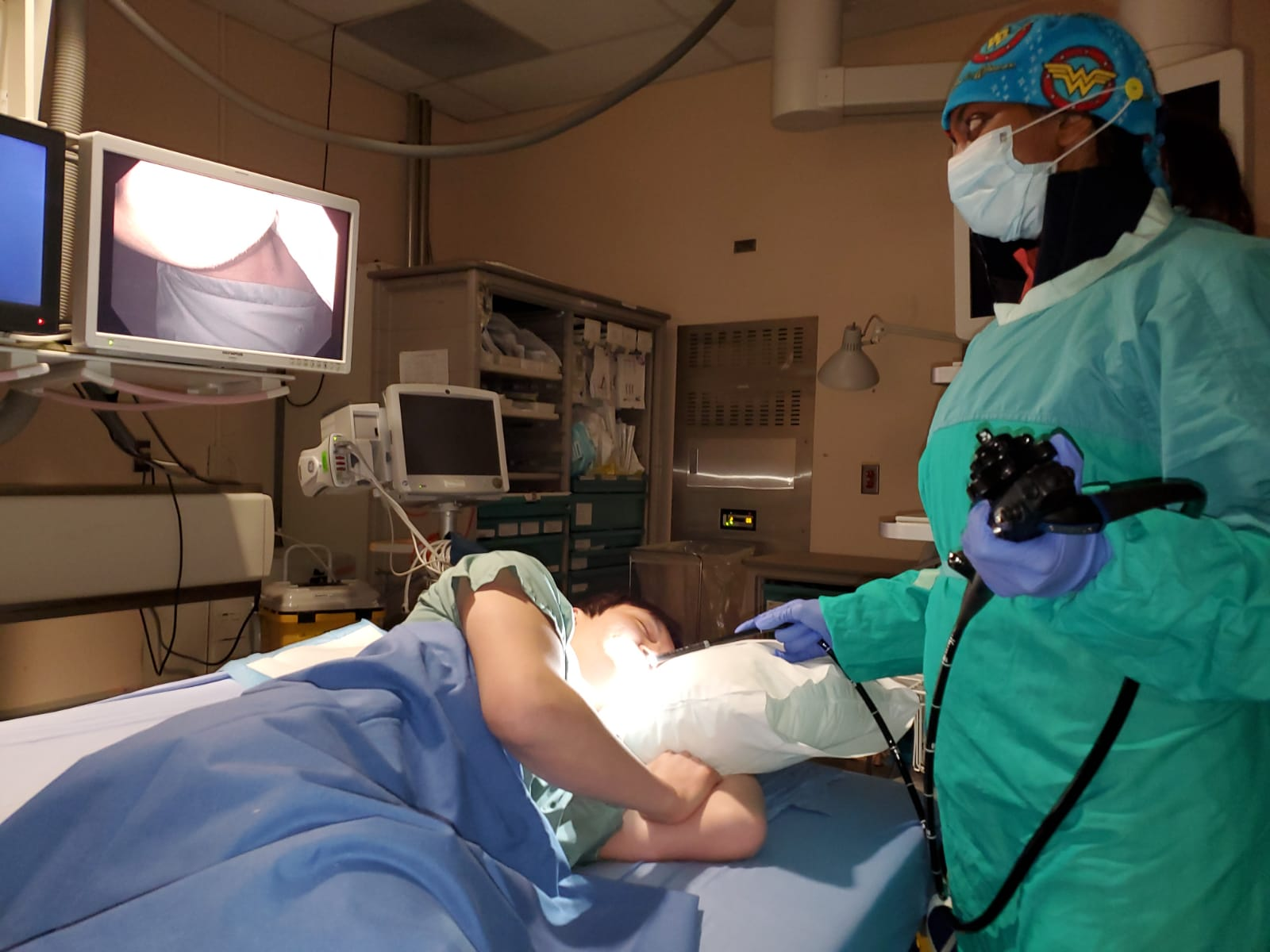
内視鏡検査時に行われるのは処置時の鎮静・鎮痛であり、通常は全身麻酔ではない。この処置中は必ずしも記憶や意識は無くならない。

麻酔中の意識にはさまざまなレベルがある。完全覚醒と全身麻酔はその両極端である。処置時の鎮静・鎮痛（procedural sedation and analgesia: PSA）と監視下麻酔管理（monitored anesthesia care: MAC）は、患者の鎮静の度合いに応じて、鎮静の深さでは、覚醒と全身麻酔の中間程度の意識状態を目指すものである。監視下麻酔管理では、鎮静と鎮痛とともに局所麻酔の滴定投与を行う。この状況では、意識があったり覚醒していても必ずしも痛みや不快感を意味しない。PSAやMACの目的は、患者が医療者の指示に従う能力を維持しながら、安全で快適な麻酔を提供することである。生検や大腸内視鏡などの小さな処置のために鎮静を受ける患者もおり、眠っていると言われることもあるが、実際は全身麻酔とは異なり、ある程度の意識が持てる程度の鎮静を受けている。
状況によっては、患者が完全に意識を失うような全身麻酔は不要であったり、望ましくないこともある。例えば、帝王切開分娩の場合、母親が出産に参加できるように、脊髄幹麻酔で快適さを提供しつつ、意識を維持することが目標となる。その他の状況としては、低侵襲手術や純粋に診断目的の処置（したがって不快ではない）があるが、これらに限定されるものではない。
PSAやMACを受けた患者は、決して術中記憶がないわけではない。患者が処置を覚えているかどうかは、麻酔薬の種類、投与量、患者の生理機能、その他の要因によって異なる。MACを受けた患者の多くは、使用した麻酔薬の量にもよるが、深い健忘状態に陥ることがある。PSAやMACでは、処置中に完全に意識が無くなることや術中覚醒記憶が起こらないことは保証されないので、患者の誤解を防ぐために医療従事者はあらかじめ、この点を説明しておいた方が良い。

## 記憶
術中覚醒をより明確に理解し、患者をその体験から守るために、全身麻酔後に人が何を記憶できるかを検証する新たな研究が行われた。記憶とは、ひとつの単純な実体ではなく、多くの複雑な細部とネットワークからなるシステムである。
記憶は現在、大きく2つに分類されている。
顕在記憶（Explicit memory）、または意識的記憶、これは、以前の経験を意識的に思い出すことを指す。例としては、先週末に何をしたかを思い出すことが挙げられる。麻酔をかけられた患者について言えば、医師は全身麻酔を受けた後、患者に麻酔中に何かはっきりした音や言葉を聞いたことを覚えているかどうか尋ねることがある。このような方法は、患者に手術中の記憶を思い出してもらうため、「想起テスト」と呼ばれる。 
潜在記憶（Implicit memory）または無意識的記憶とは、以前の経験によって生じる振る舞いや行動の変化のことであるが、その経験を意識的に思い出すことはない。この例としては、認識テストがあり、患者は手術後、手術中に聞き取れた単語がどれかを判断するよう求められる。次のシナリオはその一例である。患者は麻酔中に「pension」という単語を含む単語のリストにさらされた。術後、PEN__という3文字の語幹を提示し、その文字で始まる単語で最初に頭に浮かんだものを答えるよう求めたところ、「pencil」や「peninsula」などよりも「pension」という単語を答えることが多かった。
臨床的に大きな問題となるのは、顕在記憶を伴う術中覚醒であり、これは明示的想起（Recall）を伴う術中覚醒と呼ばれることもあれば、術中覚醒記憶と呼ばれることもある。
現在では、術中覚醒の発生率を調べるために、術後に患者に正式に聞き取り調査を行う研究者もいる。麻酔科医が術後に患者を訪ね、患者が覚醒していなかったことを確認するのは良い習慣である。自分の体験に過度に心を乱されることがなかった患者のほとんどは、直接尋ねられない限り、必ずしも術中覚醒の事例を報告しない。患者によっては、手術を受けてから1～2週間経たないと、術中覚醒を体験したことを思い出さないこともある。また、術中の体験について記憶を呼び起こすために、より詳細な問診を必要とする患者もいるが、これは心的外傷のないケースに限られることもわかった。一部の研究者は、術中覚醒は小手術ではあまり起こらないが、より大きな手術ではより頻繁に起こる可能性があり、その可能性が高い症例では、術中覚醒の可能性を警告することが良い方法であるとしている。
"Isolated Forearm Technique (IFT)"とは、前腕を意識的に動かすことができるように、筋弛緩剤を投与する前に患者の上腕に駆血帯を装着するものである。この手技は、意識をモニターする他の手段を評価する際の標準的な方法と考えられている。この方法で、113人の患者に対して全身麻酔導入2-5分後に意識があるかどうかを調べたところ、4割以上に意識があったことが判明しているものの、手術後は誰もそのことに関する記憶をもっていなかった。つまり、術中に仮に起きていたとしても大半の患者は忘れているのである。

## 予防

健忘作用のあるベンゾジアゼピンの一種、ミダゾラム。麻酔に良く用いられる。

術中覚醒のリスクは、必要な場合を除き、筋弛緩薬の使用を避けること、薬剤、投与量、器具を注意深くチェックすること、十分なモニタリングを行うこと、症例中に注意深く警戒することで軽減される。
医療スタッフは、患者が意識を失っているかどうかわからないかもしれないので、意識のある患者に対するのと同様の適切な専門的行為を維持することが示唆されている。
ベンゾジアゼピンは健忘誘発作用があるために、想起を伴う術中覚醒を防ぐのに非常に有効であるが、ベンゾジアゼピンを投与したからと言って全体的に防げるものでも無い。亜酸化窒素にも逆向性健忘の誘発作用があり、長年重宝されてきたが、術中覚醒の発生率に影響を及ぼさないようである。

## モニター

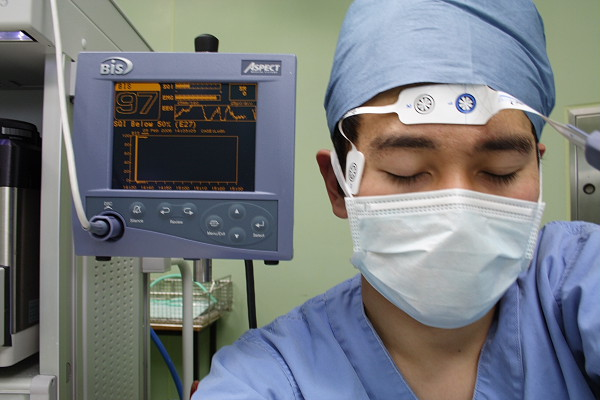
脳波モニターの一種（バイスペクトラルインデックス）

最近の技術の進歩により、意識のモニターが製造されるようになった。典型的には脳波をモニターし、大脳皮質の電気的活動を表すもので、覚醒時には活発に活動しているが、麻酔下（あるいは自然睡眠中）では活動が弱まる。モニターは通常、脳波信号を1つの数値に分解し、100が完全に覚醒している患者、ゼロが電気的無信号に対応する。全身麻酔の状態は通常60から40の間の数値で示される（これは使用する機器によって異なる）。現在、いくつかのモニターが市販されている。これらの新しい技術には、バイスペクトラルインデックス（BIS）、脳波エントロピーモニター、聴性誘発電位、SNAPTMモニターやNarcotrendTMモニターなどのシステムがある。
これらのシステムはどれも完璧ではない。たとえば、極端な年齢（新生児、乳児、超高齢者など）では信頼性が低い。第二に、亜酸化窒素のようなある種の薬剤は、麻酔深度モニターの値を低下させることなく麻酔をもたらすことがある。これは、これらの薬剤（NMDA受容体拮抗薬）の分子作用が他の全身麻酔薬とは異なり、皮質脳波活動をあまり抑制しないからである。第三に、他の生体電位（筋電図など）や外部電気信号（電気手術（electrosurgery）など）からの干渉を受けやすい。つまり、すべての患者、すべての麻酔薬の麻酔深度を確実にモニターする技術はまだ存在しないのである。2016年のシステマティックレビューとメタ分析で、麻酔深度モニターが術中覚醒リスクに対する標準的な臨床モニタリングとしては、どれも効果が変わらないと結論づけられた理由の一端は、このためかもしれない。しかし、脳波のモニタリングは全静脈麻酔では有用であるエビデンスがある。吸入麻酔では患者呼気中の揮発性麻酔薬濃度をリアルタイムで測定することができ（呼気終末麻酔ガス濃度）、術中に何らかの理由で麻酔ガス濃度が低下した場合はアラームとして役立つ。よって、術中覚醒防止に有用とされる。

## 発生率
術中覚醒の発生率はさまざまで、患者の0.2～0.4％が罹患しているようである。一般外科手術では0.2％、帝王切開術では約0.4％、心臓手術では1％から2％、外傷患者の麻酔では10％から40％である。大多数は痛みを感じていないが、気管チューブによる咽頭痛から切開部位の外傷性疼痛まで、約3分の1が様々な痛みを感じている。神経筋遮断薬を用いない場合、その発生率は半減する。
多くの "覚醒 "症例は解釈の余地があるため、引用された発生率には議論の余地がある。
筋弛緩薬、すなわち神経筋遮断薬を使用した場合、発生率はより高く、より重篤な後遺症が残る。これは、筋弛緩薬がないと患者が動いてしまうので、麻酔科医が麻酔を深くするからである。
ある研究によると、術中覚醒は患者の0.13％、つまり1000人に1人から2人の割合で起こるとされている。しかし、別の研究では、211,842人の患者のデータを検討した結果、発生率は0.0068%であり、よりまれな現象であると示唆されており、相反するデータがある。
1970年に考案者の名にちなんで命名されたBrice質問票は、他の形式の質問票よりも術中覚醒に関して優れた検出率が示されており、その検出率は0.1%で先行研究と一定している。2015年時点で改良版の修正Brice質問票の有用性に関しては、議論の余地はないとされている。この質問票は下記の6項目から成る。修正される前のBrice質問票は6項目目を含まない。
1. 手術前の最後の記憶は？
2. 目覚めた最初に覚えていることは何ですか？
3. 眠ってから目覚めるまでの間に何か思い出せますか？
4. 手術中に何か夢を見ましたか？見た場合、不愉快なものでしたか？
5. 手術で最も不快に感じたことは何ですか？
6. 眠るときや目が覚めるときに問題はありましたか？

患者が術中覚醒を報告するのは手術直後とは限らず、およそ1ヶ月にまで及ぶことから、術中覚醒の見落としを防ぐ上では、この期間、面接の機会を設けるべきだが、現実的には全ての患者に対して、これを行うのは困難である。

## 治療
手術中に術中覚醒が疑われた場合、アメリカ麻酔科学会のガイドラインはベンゾジアゼピンの即時投与を推奨しているが、確実性は低い。最も重要なことは、術中覚醒が疑われた時点で即座に麻酔を深くすることである。麻酔科医は術後に、患者に問診を行い、術中覚醒記憶の有無を確かめるべきである。診断が確定すれば、迅速かつ多職種による積極的なアプローチが標準治療であり、精神保健の専門家による適切な評価と治療はPTSD等の長期的な影響を軽減する上で重要である。

## 転帰
明確な想起を伴う完全な術中覚醒を経験した患者は、手術の激痛のために甚大なトラウマを負った可能性がある。患者によっては心的外傷後ストレス障害（PTSD）を経験し、悪夢、夜驚症、フラッシュバック、不眠症、などの後遺症が長く続き、場合によっては自殺もあり得る。また、被害者は医療を受けたがらなくなるが、これも本人の不利益に繋がる。
2002年にスウェーデンで行われた研究では、以前に術中覚醒と診断された患者18人を約2年間追跡調査した。面接を受けた9人の患者のうち4人は、精神医学的/心理学的後遺症のために依然として重度の障害者であった。これらの患者は全員、意識のある状態で不安を経験したが、痛みを感じたと述べたのは1人だけであった。別の3人の患者は、日常生活には支障がないものの、それほど重度ではなく、一過性の精神症状であった。2人の患者は、術中覚醒のエピソードによる永続的な影響は何も無かったと述べた。

## 特殊な状況

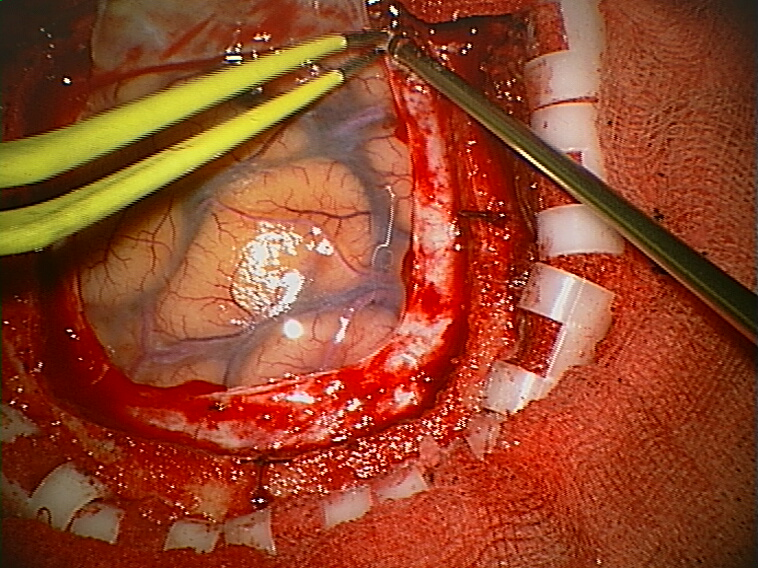
開頭手術の術中写真。覚醒下開頭術中、患者は全身麻酔からは覚醒しているが、局所麻酔により、意識があっても痛みを感じない状態を維持できる。

脳神経外科手術においては、切除する病変が脳の言語野など重要な機能的部位に近接している場合は、切除範囲を決定するために術中に患者の意識がある方が望ましい場合がある。そのために、意図的に手術中に患者を全身麻酔から覚醒させる一方、局所浸潤麻酔や神経ブロックで鎮痛は維持して患者の言語応答などを確認しながら手術を進めることがある。これを覚醒下開頭術（Awake Craniotomy）と呼ぶが、これは言わば、あらかじめ計画された術中覚醒であり、合併症ではない。

## 社会と文化
以下に示すとおり、いくつかの映画等で題材とされている。
- アウェイク (映画): 術中覚醒についての2007年の映画
- Anesthesia: 術中覚醒をテーマにした、受賞歴のあるホラー映画[51]
- Return: 術中覚醒をテーマにした韓国のスリラー映画[52]
- Heartless（英語版）: 2014年のボリウッド映画。『アウェイク』よりも評価が低かった[53]。

アメリカ麻酔科学会（ASA）のClosed Claim Analysis（麻酔関連の医療訴訟の検討）では、1961年から1995年までに術中覚醒記憶の訴えが79例あったとされる。補償額の中央値は18000ドルであった。イギリスでは多額の賠償額支払いが認められた一方、フィンランドでは低かった。アメリカのキャロル・ウェイラー氏は1998年に眼球摘出術を受けた際に術中覚醒記憶を経験した。当初は彼女の訴えは病院から相手にされなかったものの、彼女は積極的に社会活動を行い、ASAで講演するなど、術中覚醒の啓発に努めている。
日本では、2007年に強力な鎮痛作用をもつレミフェンタニルが発売されたあと、麻酔維持に必要とする鎮静薬の必要量が大幅に低下することから、術中覚醒記憶が増加することが懸念され、2008年にアンケートが行われた。麻酔科医172名から回答が得られ、疑い例まで含めて術中覚醒記憶の頻度は0.02%であった。2007年から2008年にかけては、術中覚醒記憶を題材とした映画「アウェイク」がアメリカで放映され、これを受けてASAは術中覚醒防止のキャンペーンを行った。日本でも2008年の日本臨床麻酔学会の学術集会では参加者（大半が麻酔科医）を対象として映画「アウェイク」の国内先行放映が行われた（日本での一般放映は2011年）。日本においては、訴訟への発展は2009年の時点で確認されておらず、2023年11月時点での裁判例検索でも見いだされない。